# Liste der Straßen, Plätze und Brücken in Hamburg-Bergstedt

Lage von Bergstedt in Hamburg und im Bezirk Wandsbek (hellrot)

Die Liste der Straßen, Plätze und Brücken in Bergstedt ist eine Übersicht der im Hamburger Stadtteil Bergstedt vorhandenen Straßen, Plätze und Brücken. Sie ist Teil der Liste der Verkehrsflächen in Hamburg.

## Überblick
In Bergstedt (Ortsteilnummer 524) leben 10855 Einwohner (Stand: 31. Dezember 2023) auf 7,0 km². Bergstedt liegt in den Postleitzahlenbereichen 22359 und 22395.
In Bergstedt gibt es 86 benannte Verkehrsflächen, darunter einen Platz und zwei Brücken.

## Übersicht der Straßen
Die nachfolgende Tabelle gibt eine Übersicht über alle benannten Verkehrsflächen – Straßen, Plätze und Brücken – im Stadtteil sowie einige dazugehörige Informationen. Im Einzelnen sind dies:
- Name/Lage: aktuelle Bezeichnung der Straße, des Platzes oder der Brücke. Über den Link (Lage) kann die Straße, der Platz oder die Brücke auf verschiedenen Kartendiensten angezeigt werden. Die Geoposition gibt dabei ungefähr die Mitte an. Bei längeren Straßen, die durch zwei oder mehr Stadtteile führen, kann es daher sein, dass die Koordinate in einem anderen Stadtteil liegt.
- Straßenschlüssel: amtlicher Straßenschlüssel, bestehend aus einem Buchstaben (Anfangsbuchstabe der Straße, des Platzes oder der Brücke) und einer dreistelligen Nummer.
- Länge/Maße in Metern:

Hinweis: Die in der Übersicht enthaltenen Längenangaben sind nach mathematischen Regeln auf- oder abgerundete Übersichtswerte, die im Digitalen Atlas Nord mit dem dortigen Maßstab ermittelt wurden. Sie dienen eher Vergleichszwecken und werden, sofern amtliche Werte bekannt sind, ausgetauscht und gesondert gekennzeichnet.
Bei Plätzen sind die Maße in der Form a × b bei rechteckigen Anlagen oder a × b × c bei dreiecksförmigen Anlagen mit a als längster Kante dargestellt.
Der Zusatz (im Stadtteil) gibt an, wie lang die Straße innerhalb des Stadtteils ist, sofern sie durch mehrere Stadtteile verläuft.
- Namensherkunft: Ursprung oder Bezug des Namens.
- Datum der Benennung: Jahr der offiziellen Benennung oder der Ersterwähnung eines Namens, bei Unsicherheiten auch die Angabe eines Zeitraums.
- Anmerkungen: Weitere Informationen bezüglich anliegender Institutionen, der Geschichte der Straße, historischer Bezeichnungen, Baudenkmale usw.
- Bild: Foto der Straße oder eines anliegenden Objektes.

| Name/Lage                             | Straßen- schlüssel | Länge/Maße (in Metern) | Namensherkunft | Datum der Benennung                       | Anmerkungen | Bild                           |
| ------------------------------------- | ------------------ | ---------------------- | --- | ----------------------------------------- | --- | ------------------------------ |
| Aalwisch (Lage)                       | A004               | 0355                   | nach einem Flurnamen | 1947                                      | Aal = Sumpf, Wisch = Wiese | Aalwisch                       |
| Aalwischkoppel (Lage)                 | A706               | 0345                   | in Anlehnung an die Straße Aalwisch | 2005                                      | | Aalwischkoppel                 |
| Ahornweg (Lage)                       | A050               | 0320                   | nach dem gleichnamigen Laubbaum | 1933                                      | | Ahornweg                       |
| Alsterbrücke (Lage)                   | –                  | 0020 (im Stadtteil)    | nach Lage und Funktion | 1928                                      | überquert im Zuge der Straße Trillup die Alster; westlicher Teil in Lemsahl-Mellingstedt | Alsterbrücke                   |
| Alte Mühle (Lage)                     | A128               | 0270 (im Stadtteil)    | nach einer 1601 erstmals erwähnten Walkmühle | 1948                                      | Die Mühle diente in späteren Jahren als Färbe-, Loh- und Pulvermühle, wurde nach einer Explosion 1641 stillgelegt und noch einmal von 1695 bis 1856 als Getreidemühle erwähnt; südlich des Mühlenteichs in Sasel. | Alte Mühle                     |
| Alte Schmiede (Lage)                  | A131               | 0270                   | nach einer ehemals hier gelegenen Schmiede | 1947                                      | | Alte Schmiede                  |
| Am Beerbusch (Lage)                   | A193               | 0785                   | nach einem Flurnamen | 1949                                      | Hier stand früher ein Eichenwald, der als Schweineweide zu Eichelmast diente. | Am Beerbusch                   |
| An der Haidkoppel (Lage)              | A723               | 0140                   | nach einem Flurnamen | 2009                                      | Es handelt sich um keine Straße, an der Stelle gibt es nur ein Stück Grünland. | An der Haidkoppel              |
| Baben de Möhl (Lage)                  | B008               | 0225                   | nach einem Flurnamen | 1960                                      | Dieser niederdeutsche Straßenname ist sinngemäß mit „oberhalb der Mühle“ zu übersetzen. | Baben de Möhl                  |
| Beerbuschredder (Lage)                | B132               | 0140                   | nach dem Flurnamen „Am Beerbusch“ | 1947                                      | Das niederdeutsche Wort hat hier die Bedeutung von „Beere“, kann aber auch „Bier“ oder „Birne“ heißen. | Beerbuschredder                |
| Beerbuschring (Lage)                  | B854               | 0310                   | in Anlehnung an den Beerbuschredder | 1991                                      | | Beerbuschring                  |
| Beerbuschstieg (Lage)                 | B864               | 0325                   | in Anlehnung an den Beerbuschredder | 1994                                      | | Beerbuschstieg                 |
| Bekkoppeln (Lage)                     | B231               | 0380                   | nach einem eingezäunten Weideland (Koppel) an der Lottbek | 1947                                      | niederdeutsch Bek = Bach | Bekkoppeln                     |
| Bergstedter Alte Landstraße (Lage)    | B265               | 0370                   | nach einem Teilstück der alten Landstraße zwischen Hamburg und Lübeck                                                                                          | 1947                                      | | Bergstedter Alte Landstraße    |
| Bergstedter Chaussee (Lage)           | B266               | 2760                   | nach der Lage im Stadtteil | 1947                                      | | Bergstedter Chaussee           |
| Bergstedter Kirchenstraße (Lage)      | B267               | 0625                   | nach der Funktion zur Bergstedter Kirche führend | 1948                                      | | Bergstedter Kirchenstraße      |
| Bergstedter Markt (Lage)              | B268               | 0155 x85 x70           | nach Lage und Funktion im Stadtteil | 1947                                      | | Bergstedter Markt              |
| Birkenweg (Lage)                      | B370               | 0345                   | nach dem gleichnamigen Laubbaum | 1946                                      | | Birkenweg                      |
| Bocksberg (Lage)                      | E029               | 0190                   | nach einer Flurbezeichnung | 2005                                      | | Bocksberg                      |
| Bornwisch (Lage)                      | B503               | 0420                   | nach einem Flurnamen, der eine quellenreiche Wiese meint | 1943                                      | | Bornwisch                      |
| Bredeneschredder (Lage)               | B575               | 0585                   | nach einem Flurnamen | 1940                                      | | Bredeneschredder               |
| Brunsdorfer Weg (Lage)                | B647               | 0225 (im Stadtteil)    | nach dem sagenhaften, untergegangenen Dorf Brunsdorf, bei dem es sich um das Dorf Lottbek gehandelt haben soll, einem heutigen Ortsteil der Gemeinde Ammersbek | 1947                                      | zwischen Hausnummer 3 und 20 südliche Straßenhälfte in Bergstedt, weiter westlich bis Volksdorfer Grenzweg komplett im Stadtteil, nördliche Straßenhälfte sowie der weitere östliche Verlauf in Volksdorf         | Brunsdorfer Weg                |
| Delle (Lage)                          | D067               | 0175                   | nach einem Flurnamen | 1943                                      | | Delle                          |
| Depenwisch (Lage)                     | D075               | 0260                   | nach einem Flurnamen | 1943                                      | niederdeutsch Depenwisch = tiefe Wiese | Depenwisch                     |
| Eichenweg (Lage)                      | E065               | 0325                   | nach dem gleichnamigen Laubbaum | 1933                                      | | Eichenweg                      |
| Elersring (Lage)                      | E316               | 0355                   | in Anlehnung an den Elersweg | 1987                                      | | Elersring                      |
| Elersstieg (Lage)                     | E317               | 0175                   | in Anlehnung an den Elersweg | 1987                                      | | Elersstieg                     |
| Elersweg (Lage)                       | E136               | 0550                   | Elers von Rockesberge, ältester Bergstedter Kirchspielvogt, um 1526 erwähnt                                                                                    | 1947                                      | | Elersweg                       |
| Fischkamp (Lage)                      | F327               | 0905                   | nach einem Flurnamen | 1982                                      | | Fischkamp                      |
| Furtredder (Lage)                     | F284               | 1060                   | nach einer Furt durch die Alster bei der alten Mühle | 1948                                      | | Furtredder                     |
| Furtstieg (Lage)                      | F285               | 0235                   | nach einer Furt durch die Alster bei der alten Mühle | 1946                                      | | Furtstieg                      |
| Grenzwisch (Lage)                     | G226               | 0120                   | nach einem Flurnamen (Grenzwiese) | 1953                                      | | Grenzwisch                     |
| Haindaalwisch (Lage)                  | H836               | 0345                   | nach einer Flurbezeichnung | 2005                                      | | Haindaalwisch                  |
| Hamraakoppel (Lage)                   | H094               | 1285 (im Stadtteil)    | nach einem Flurnamen | 1943                                      | Mit der Silbe „raa“ kann sowohl ein Grenzpfahl, als auch ein Stück gerodetes Land gemeint sein; südlich der Saselbek in Sasel.                                                                                    | Hamraakoppel                   |
| Heiddiek (Lage)                       | H239               | 0975                   | nach einem Teich in der dortigen Heidelandschaft | 1948                                      | niederdeutsch Diek = Teich | Heiddiek                       |
| Heidredder (Lage)                     | H261               | 0345                   | nach einem in die Heidelandschaft führenden Weg | 1948                                      | | Heidredder                     |
| Heindaal (Lage)                       | H288               | 0545                   | nach einem Flurnamen | 1948                                      | Hein oder Hain ist ein eingefriedetes Gehölz, das niederdeutsche Wort „Daal“ bedeutet „Tal“. | Heindaal                       |
| Heinrich-von-Ohlendorff-Straße (Lage) | H308               | 0235 (im Stadtteil)    | Heinrich Ohlendorff (1836–1928), Kaufmann | 1936                                      | ab Hausnummer 26 in östlicher Richtung in Volksdorf | Heinrich-von-Ohlendorff-Straße |
| Henseweg (Lage)                       | H353               | 0525                   | Karl Hense (1871–1946), Gewerkschafter und Hamburger Senator                                                                                                   | 1967                                      | | Henseweg                       |
| Hohenbergstedt (Lage)                 | H547               | 0260                   | nach einer Bezeichnung eines früheren Grundeigentümers | 1950                                      | | Hohenbergstedt                 |
| Iland (Lage)                          | I007               | 0655                   | nach einer Flurbezeichnung | 1903                                      | | Iland                          |
| Iloh (Lage)                           | I020               | 0580                   | nach einem Flurnamen | 1943                                      | Beckershaus bietet zwei Deutungsmöglichkeiten: a) nach einem sumpfigen Wald mit Blutegelbestand, b) nach dem früheren Straßennamen „Ibenlow“, wobei „Iben“ für „Efeu“ steht und mit „Low“ Laub gemeint ist.       | Iloh                           |
| Immenhorstweg (Lage)                  | I063               | 1380                   | nach einem Flurnamen | 1947                                      | Als „Horst“ wird ein tiefgelegenes feuchtes Wiesengebiet bezeichnet, das in diesem Falle den Bienen zur Nahrungsaufnahme diente.                                                                                  | Immenhorstweg                  |
| Kastanienweg (Lage)                   | K094               | 0265                   | nach dem gleichnamigen Buchengewächs | 1933                                      | | Kastanienweg                   |
| Kaudiekskamp (Lage)                   | K113               | 0250                   | nach einer früher hier befindlichen Kuhtränke | vor 1940                                  | niederdeutsch Kaudiek = Kuhteich | Kaudiekskamp                   |
| Kirchenheide (Lage)                   | K187               | 0335                   | nach dem ursprünglichen Landschaftscharakter bei der Bergstedter Kirche                                                                                        | 1953                                      | | Kirchenheide                   |
| Kirchweide (Lage)                     | K                  | 0260                   | nach der Lage gegenüber der Bergstedter Kirche | 2022                                      | | Kirchweide                     |
| Klabundeweg (Lage)                    | K211               | 0390                   | Erich Klabunde (1907–1950), Journalist und SPD-Politiker, sowie Ehefrau Clara Klabunde (1906–1994), Rechtsanwältin, Richterin                                  | 1962, später mit erklärendem Zusatzschild | | Klabundeweg                    |
| Kortenland (Lage)                     | K389               | 0600                   | nach einem Flurnamen | 1947                                      | niederdeutsch Kortenland = kurzes Land | Kortenland                     |
| Krampstieg (Lage)                     | K402               | 0450                   | nach der alteingesessenen Hufnerfamilie Kramp (ca. 17. Jahrhundert)                                                                                            | 1947                                      | | Krampstieg                     |
| Lindenweg (Lage)                      | L190               | 0405                   | nach der Bepflanzung der Straße mit Lindenbäumen | 1914                                      | | Lindenweg                      |
| Lottbeker Weg (Lage)                  | L262               | 1270 (im Stadtteil)    | Lottbek, Ortsteil der Gemeinde Ammersbek | 1903/1937                                 | nördlich der Lottbek in Wohldorf-Ohlstedt | Lottbeker Weg                  |
| Lottbekheide (Lage)                   | L335               | 0160                   | nach dem Fluss Lottbek | 1971                                      | | Lottbekheide                   |
| Lottbekkamp (Lage)                    | L367               | 0210                   | nach dem Fluss Lottbek | 1980                                      | | Lottbekkamp                    |
| Lottbekkoppeln (Lage)                 | L265               | 0255                   | nach dem Fluss Lottbek und den anliegenden Weiden | 1943                                      | | Lottbekkoppeln                 |
| Lottbektal (Lage)                     | L265               | 0255                   | nach dem Fluss Lottbek | vor 1940                                  | | Lottbektal                     |
| Matthiesgarten (Lage)                 | M092               | 0265                   | nach dem ehemaligen Grundeigentümer, einem Reeder Matthies | 1950                                      | | Matthiesgarten                 |
| Op de Höh (Lage)                      | O199               | 0110                   | nach einem Flurnamen | 1980                                      | niederdeutsch Op de Höh = Auf der Höhe | Op de Höh                      |
| Osterkampstieg (Lage)                 | O143               | 0265                   | nach einer im Osten Bergstedts liegenden Flur | 1948                                      | | Osterkampstieg                 |
| Plaggenkamp (Lage)                    | P132               | 0235                   | nach einem Flurnamen | 1943                                      | Als Plaggen werden Moor- oder Heidestücke bezeichnet. Unter der Oberfläche abgestochen, dienen sie als Brennmaterial.                                                                                             | Plaggenkamp                    |
| Plaggenweg (Lage)                     | P133               | 0180                   | nach einem Flurnamen | 1958                                      | Als Plaggen werden Moor- oder Heidestücke bezeichnet. Unter der Oberfläche abgestochen, dienen sie als Brennmaterial.                                                                                             | Plaggenweg                     |
| Reesbrook (Lage)                      | R085               | 0105                   | nach dem Flurnamen „Reesesch“ | 1967                                      | Rees bedeutet „riesig“, ein Brook ist ein Stück Bruchland. | Reesbrook                      |
| Rodenbeker Straße (Lage)              | R220               | 1650                   | nach der Rodenbek, einem Nebenfluss der Alster und dem Bergstedter Ortsteil                                                                                    | 1935                                      | | Rodenbeker Straße              |
| Rodenbekredder (Lage)                 | R221               | 0670                   | nach der Rodenbek, einem Nebenfluss der Alster und dem Bergstedter Ortsteil                                                                                    | 1947                                      | | Rodenbekredder                 |
| Rodenbekstieg (Lage)                  | R423               | 0190                   | nach der Lage bei der Rodenbek | 1980                                      | | Rodenbekstieg                  |
| Rögengrund (Lage)                     | R229               | 0380                   | nach einer Flurbezeichnung | 1943                                      | Rögen meint eine kleine, mit Bäumen bewachsene Anhöhe. | Rögengrund                     |
| Rögenredder (Lage)                    | R231               | 0340                   | nach einer Flurbezeichnung | 1943                                      | Rögen meint eine kleine, mit Bäumen bewachsene Anhöhe. | Rögenredder                    |
| Rügelsbarg (Lage)                     | R340               | 0915                   | nach einem Flurnamen | 1943                                      | Möglicherweise befand sich hier in früherer Zeit eine Gerichtsstätte. (rügen = anklagen) | Rügelsbarg                     |
| Schäferredder (Lage)                  | S096               | 0275                   | nach einer dort gelegenen Schäferkate | 1948                                      | | Schäferredder                  |
| Streekweg (Lage)                      | S736               | 0455 (im Stadtteil)    | nach einem Flurnamen | 1911                                      | niederdeutsch Streek = u. a. Streifen, Strich, Landstück nur linke Straßenhälfte zwischen Volksdorfer Damm und Hausnummer 32 im Stadtteil, ansonsten in Volksdorf                                                 | Streekweg                      |
| Stüffel (Lage)                        | S766               | 1110                   | nach einem Flurnamen | 1948                                      | Als „Stüffel“ wird ein niedriges Gebüsch bezeichnet. | Stüffel                        |
| Stüffeleck (Lage)                     | S767               | 0295                   | in Anlehnung an die Straßen Stüffel und Stüffeloort | 1967                                      | | Stüffeleck                     |
| Stüffeloort (Lage)                    | S768               | 0165                   | nach einem Flurnamen | 1943                                      | Als „Stüffel“ wird ein niedriges Gebüsch bezeichnet. | Stüffeloort                    |
| Stüffelring (Lage)                    | S769               | 0615                   | in Anlehnung an die Straßen Stüffel und Stüffeloort | 1967                                      | | Stüffelring                    |
| Teekoppel (Lage)                      | T036               | 0355                   | nach einem Flurnamen | 1948                                      | Tee könnte von „Ting“ abgeleitet sein, einem Gerichtsplatz im Mittelalter. | Teekoppel                      |
| Timmermoor (Lage)                     | T103               | 0695                   | nach einem Flurnamen | 1948                                      | | Timmermoor                     |
| Trillup (Lage)                        | T167               | 0070 (im Stadtteil)    | Herkunft nicht eindeutig geklärt | 1943                                      | Es besteht ein Zusammenhang mit dem Treideln der Alsterkähne, möglicherweise war „Trillup“ ein Zuruf der Bootsführer untereinander (niederdeutsch up/op = auf); westlich der Alster in Lemsahl-Mellingstedt.      | Trillup                        |
| Twietenknick (Lage)                   | T228               | 1080                   | in Anlehnung an die Twietenkoppel | 1994                                      | | Twietenknick                   |
| Twietenkoppel (Lage)                  | T190               | 1060                   | nach einer an einem kleinen Weg gelegenen Weide | 1943                                      | | Twietenkoppel                  |
| Twietenkoppelbrücke (Lage)            | –                  | 0020 (im Stadtteil)    | in Anlehnung an die Twietenkoppel | 1943                                      | überquert als Verlängerung der Twietenkoppel die Alster; nördlicher Teil in Lemsahl-Mellingstedt | Twietenkoppelbrücke            |
| Vogtredder (Lage)                     | V072               | 0365                   | nach dem Nutzungsgebiet des Vogtes | 1948                                      | | Vogtredder                     |
| Volksdorfer Damm (Lage)               | V078               | 2070 (im Stadtteil)    | Hamburger Stadtteil Volksdorf | 1947                                      | bis Kreuzung Volksdorfer Grenzweg komplett im Stadtteil, ab dort nur die westliche Straßenhälfte bis zur Einmündung des Streekwegs, ansonsten in Volksdorf                                                        | Volksdorfer Damm               |
| Volksdorfer Grenzweg (Lage)           | V079               | 1145 (im Stadtteil)    | nach der Funktion als Grenzverlauf zwischen Bergstedt und Volksdorf                                                                                            | 1947                                      | zwischen Hausnummern 52 und 86 östliche Straßenhälfte in Volksdorf | Volksdorfer Grenzweg           |
| Wohldorfer Damm (Lage)                | W368               | 1870                   | Hamburger Stadtteil Wohldorf | 1947                                      | | Wohldorfer Damm                |
| Woold (Lage)                          | W391               | 0105                   | nach einem Flurnamen | 1946                                      | niederdeutsch Woold = Wald | Woold                          |
| Zur Haidkoppel (Lage)                 | Z089               | 0130                   | nach einem Flurnamen | 2009                                      | | Zur Haidkoppel                 |